# Potorous tridactylus
Il potoroo dal naso lungo (Potorous tridactylus Kerr, 1792) è una specie di potoroo diffusa in Australia sud-orientale. Sebbene la IUCN lo ponga tra le specie a rischio minimo, è classificato come specie in pericolo nel Victoria (Flora Fauna Guarantee Act del 1988) e come vulnerabile nel Queensland (Nature Conservation Act del 1992) e su tutto il territorio australiano (Environment Protection and Biodiversity Conservation Act del 1999).
A prima vista il potoroo dal naso lungo, con il suo naso appuntito e il mantello grigio-bruno, ricorda moltissimo un bandicoot, ma il fatto che si muova saltellando tenendo ripiegate sul petto le zampe anteriori rivela la sua stretta parentela con i Macropodidi. È un marsupiale molto piccolo, lungo tra i 34 e i 38 cm e con una coda lunga tra i 15 e i 24 cm.
Dal momento che in natura viene avvistato solo di rado, la sua presenza in un luogo viene stabilita in base alle piste che costruisce nel sottobosco e alle buchette che lascia dietro di sé quando si nutre di radici e funghi sul terreno.

## Habitat e distribuzione
Il potoroo dal naso lungo è diffuso in una gran varietà di ambienti, dalle calde foreste pluviali subtropicali e temperate alle foreste di basso fusto con un fitto sottobosco e alle brughiere costiere. Requisito principale per la sua sopravvivenza è la presenza di un folto sottobosco dove trovare protezione e raccogliere i materiali per costruire il nido. Predilige inoltre terreni liberi dove scavare con facilità alla ricerca delle radici sotterranee e dei funghi di cui si nutre.
Il suo areale ricopre in modo discontinuo una piccola area che dal Queensland meridionale si estende fino al Nuovo Galles del Sud settentrionale e al Victoria meridionale. Le sue ossa, ritrovate in un gran numero di depositi subfossili, indicano che un tempo questo marsupiale era molto più diffuso di oggi.

## Storia naturale e comportamento
Il potoroo dal naso lungo è un animale notturno che trascorre gran parte del tempo nascosto tra la vegetazione del sottobosco. Utilizza i lunghi artigli leggermente ricurvi dei piedi anteriori per scavare alla ricerca di cibo. Questo è costituito da corpi fruttiferi di funghi, radici, frutti, fiori, semi, insetti e loro larve.
Questo potoroo gioca un importante ruolo ecologico poiché, nutrendosi di funghi, sparge le loro spore con le deiezioni. Alcuni di questi funghi crescono sulle radici delle piante del luogo e le aiutano ad assorbire i nutrienti dal suolo.
I potoroo sono predati da dingo, gufi, cani e gatti rinselvatichiti e volpi.

## Conservazione
Il potoroo dal naso lungo è uno dei primi marsupiali ad essere stati descritti dai coloni europei. Sfortunatamente, questi primi incontri con la specie erano il risultato dell'espansione degli insediamenti umani che ha portato alla deforestazione di gran parte degli habitat dell'animale per far spazio a pascoli e ad altre attività agricole. L'uomo ha inoltre esposto i potoroo alla predazione da parte di gatti e volpi.
Nelle aree rimanenti, inoltre, è cambiato il regime degli incendi, che, facendosi più estesi e frequenti, hanno creato una serie sparsa di boscaglie che non danno il necessario riparo ai piccoli mammiferi come il potoroo.

## Azioni di recupero
Attualmente sta ancora avvenendo il monitoraggio delle popolazioni di questo animale, mentre un piano di recupero è in corso di preparazione.
- Ulteriori informazioni su questa specie nel Victoria sud-occidentale, su bird.net.au (archiviato dall'url originale il 29 agosto 2007).